# Dialetto di Volendam
Il dialetto di Volendam (in olandese: Volendams o Volendams dialect) è un dialetto della lingua olandese, parlato esclusivamente nel villaggio di Volendam e che si colloca nell'ambito di un gruppo di dialetti dell'Olanda Settentrionale conosciuti come "dialetti del Waterland".

## Differenze con l'olandese standard
Il dialetto di Volendam presenta particolarità fonetiche e lessicali rispetto all'olandese standard, tali da renderlo pressoché incomprensibile agli altri olandesi.

### Esempi
| Olandese standard | Dialetto di Volendam | Significato      |
| ----------------- | -------------------- | ---------------- |
| aardappel         | airappel             | "patata"         |
| aardbeien         | aajrebaaje, aerebeië | "fragole"        |
| acht              | aacht                | "otto"           |
| allemaal          | allegoar, allegàor   | "tutto", "tutti" |
| alleen            | alliendeg            | "solo"           |
| azijn             | eek                  | "aceto"          |
| bijna             | temèt                | "quasi"          |
| boot              | boat                 | barca            |
| een               | ien                  | "uno"            |
| huis              | huusse               | "casa"           |
| leeuw             | láaw                 | "leone"          |
| moe               | loof                 | "stanco"         |
| nee               | naaj, naii, nai      | "no"             |
| nieuw             | nuuw                 | "nuovo"          |
| pijn              | piin                 | "dolore", "male" |
| reis              | raas                 | "viaggio"        |
| schaar            | skaèr                | "forbici"        |
| school            | skoal                | "scuola"         |
| sneeuw            | sniew                | "neve"           |
| vaak              | ofteg                | "spesso"         |
| veel              | veùl                 | "molto"          |
| veertien          | vutien               | "quattordici"    |
| veertig           | vuurtug              | "quaranta"       |
| vlees             | vlaas                | "carne"          |
| vogel             | veùgel               | "uccello"        |
| vrouw             | mins                 | "donna"          |
| waar              | wair                 | "dove"           |
| welke             | oekenne              | "quale"          |
| zee               | zaij                 | "lago"           |
| zondag            | zeujndug.            | "domenica"       |